# Vaca Heck

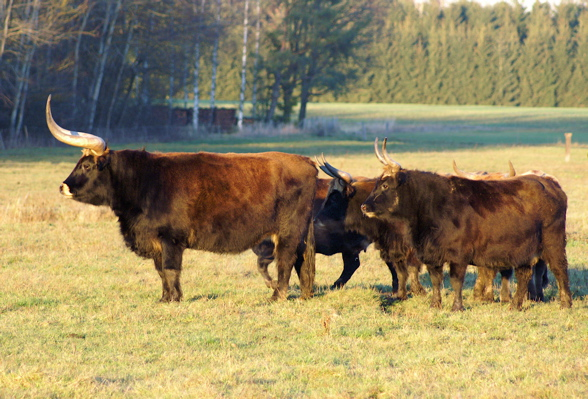
Vacă de „bour Heck“

Vaca Heck (Bos taurus), denumită și „bour recreat“ sau „bour Heck“, este o bovină obținută în Germania, prin selecție artificială, cu intenția de e recrea un bour, pe baza conceptului pre-Darwinian de atavism, în care pot reapărea trăsături primitive.

## Istoric
Deoarece bourul (Bos primigenius) era o rasă dispărută, ultimul bour în viață înregistrat fiind vânat de braconieri în 1627 în pădurea Jaktorów din Polonia, doi frați, Heinz și Lutz Heck, directori ai grădinilor zoologice din Berlin și München, au decis în 1921 să „recreeze“ rasa. Au pornit de la premisa că vaca domestică sud-asiatică Zebu (Bos indicus) a apărut prin domesticirea bourului, în Asia Mică, prin anul 7000 îen. Cei doi frați au lansat ipoteza că genele acestui „bou primordial“ se regăsesc răspândite în diverși descendenți. Au ales vite care păstrau cele mai multe caracteristici ale bourului, în special tauri crescuți în Spania și Franța pentru coride, precum și vitele de munte din Corsica, vaca de pe podișurile din Scoția și vaca de stepă din Ungaria, de la care să preia caracteristicile genetice și să le „reasambleze“ într-un animal.
În anii '30, naziștii au aflat de acest proiect de a obține din descendenți "efeminați" o rasă ancestrală, robustă și capabilă să se impună, idee care se suprapunea perfect pe ideologia lor. Cel mai activ a fost Hermann Göring, care i-a copleșit pe frații Heck cu distincții. Se pare că, de fapt, îl mâna și un gând ascuns: în calitatea sa de Reichsjägermeister (maestru de vânătoare a Reichului), îl entuziasma ideea de a putea vâna bouri, activitate care, în Evul Mediu, era rezervată numai regilor.
După ce, prin încrucișări succesive, frații Hech au reușit să obțină ca rezultat un animal care avea o asemănare fizică incompletă, dar mulțumitoare, cu vechiul bour, Göring a cerut ca acestă să fie "resălbăticit" în Polonia și Brandenburg. Nici apropierea iminentă a celui de-al Doilea Război Mondial nu a putut să stopeze ambițiile de vânător sportiv ale lui Göring. Când Armata Roșie a ajuns la porțile Berlinului, maestrul de vânătoare a Reichului a mers personal la Schorfheide, unde fuseseră duși bouri recreați pentru a trăi în libertate, și i-a împușcat cu mâna lui, pentru ca aceste animale "nobile" să nu cadă în mâna rușilor.

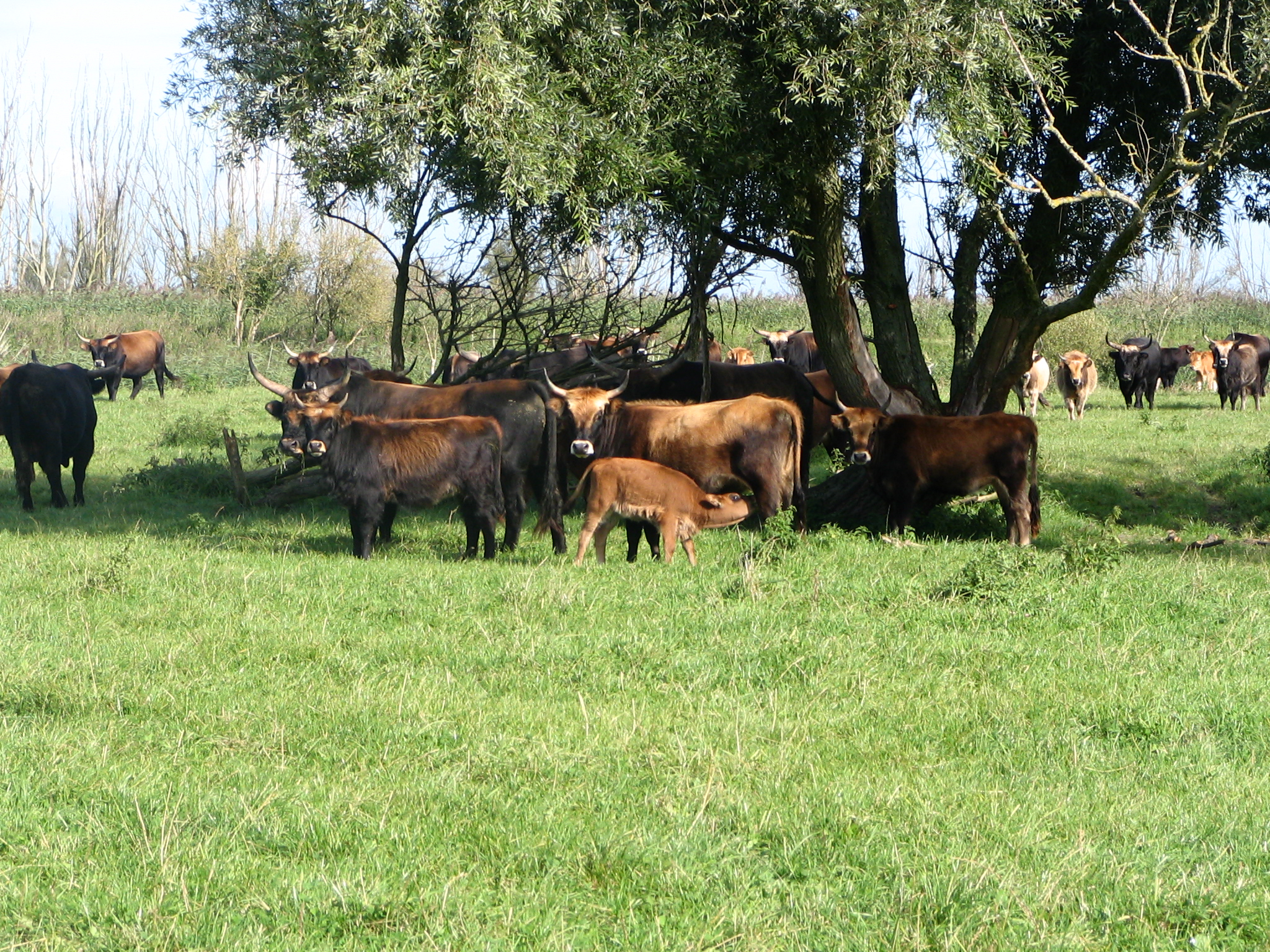
Cireadă de vaci Heck în Ţările de Jos

Majoritatea vacilor Heck au avut o soartă similară, murind fie ca urmare a bombardamentelor, fie pentru a ajunge în farfuriile populației înfometate. Doar o cireadă mică a supraviețuit războiului și a fost crescută în continuare de entuziaști. Aceștia își numesc vitele "bouri", deși zoologii au declarat ca neștiințifică recreerea unui animal ancestral de către frații Heck. În Franța chiar au fost taxați ca "vite naziste".

## Caracteristici
Taurul Heck are înălțimea minimă la greabăn de 1,6 m iar vaca Heck de minimum 1,4 m, cântărind 900 kg, respectiv 600 kg. Are picioare mai lungi decât vaca domestică, fără musculatură exagerată la picioarele din spate, dar cu o musculatură dezvoltată a gâtului. Craniul este mai alungit decât la vaca domestică, iar taurul este semnificativ mai mare deât femela. Au o formă caracteristică a coarnelor și le crește o blană de iarnă tipică, care le permite să reziste fără probleme până la temperaturi de -25 °C.

## Situația actuală
În prezent, nimeni nu mai are intenția de a recrea bourul, eforturile concentrându-se pe obținerea de vite robuste, care să poată ocupa în ecosistem locul deținut odinioară de bour, spre a restabili un ecosistem intact. De aceea, în ultima vreme, vaca Heck trăiește un reviriment, în cadrul unor proiecte de protecție a mediului, fiind deosebit de bine adaptată stabulației libere.
Conform datelor raportate de crescători, în Europa mai există circa 2000 de vaci Heck, din care circa 600 de exemplare trăiesc în prezent în Țările de Jos, iar restul în special în Germania, dar și în Danemarca și Franța. În Marea Britanie au fost importate 13 exemplare, cumpărate din crescătoria unui belgian, care reușise în 1945 să salveze câteva animale din grădina zoologică din München 